# Caymanöarna i olympiska sommarspelen 2016
Caymanöarna deltog med fem deltagare vid de olympiska sommarspelen 2016 i Rio de Janeiro. Ingen av landets deltagare erövrade någon medalj.

## Friidrott
Förkortningar
- Notera– Placeringar avser endast det specifika heatet.
- Q = Tog sig vidare till nästa omgång
- q = Tog sig vidare till nästa omgång som den snabbaste förloraren eller, i fältgrenarna, genom placering utan att nå kvalgränsen
- NR = Nationellt rekord
- N/A = Omgången fanns inte i grenen
- Bye = Idrottaren behövde inte tävla i omgången

Bana och väg
| Ronald Forbes | Herrarnas 110 meter häck | 14,67 | 6   | i.u.  | i.u. | Gick inte vidare | Gick inte vidare | Gick inte vidare | Gick inte vidare |
| Kemar Hyman   | Herrarnas 100 meter      | Bye   | Bye | 10,34 | 7    | Gick inte vidare | Gick inte vidare | Gick inte vidare | Gick inte vidare |

## Segling
| Seglare        | Gren                  | Lopp | Lopp | Lopp | Lopp | Lopp | Lopp | Lopp | Lopp | Lopp | Lopp | Lopp | Nettopoäng | Finalplacering |
| Seglare        | Gren                  | 1    | 2    | 3    | 4    | 5    | 6    | 7    | 8    | 9    | 10   | M*   | Nettopoäng | Finalplacering |
| -------------- | --------------------- | ---- | ---- | ---- | ---- | ---- | ---- | ---- | ---- | ---- | ---- | ---- | ---------- | -------------- |
| Florence Allan | Damernas laser radial | 35   | 34   | 31   | 36   | DNF  | DNF  | 32   | 34   | 33   | 36   | EL   | 308        | 36             |

## Simning
| Simmare         | Gren                   | Heat    | Heat      | Semifinal        | Semifinal        | Final            | Final            |
| Simmare         | Gren                   | Tid     | Placering | Tid              | Placering        | Tid              | Placering        |
| --------------- | ---------------------- | ------- | --------- | ---------------- | ---------------- | ---------------- | ---------------- |
| Geoffrey Butler | Herrarnas 400 m frisim | 4.07,87 | 48        | i.u.             | i.u.             | Gick inte vidare | Gick inte vidare |
| Lara Butler     | Damernas 100 m ryggsim | 1.04,98 | 29        | Gick inte vidare | Gick inte vidare | Gick inte vidare | Gick inte vidare |